# Orasema salebrosa
Orasema salebrosa är en stekelart som beskrevs av John M. Heraty 1993. Orasema salebrosa ingår i släktet Orasema och familjen Eucharitidae. Inga underarter finns listade i Catalogue of Life.